# Zusjes Van Wanrooy
De Zusjes Van Wanrooy is een duo van Nederlandse accordeonisten, dat wordt gevormd door Anny van Wanrooy (Klaaswaal, 1957) en Paula van Wanrooy (Klaaswaal, 1961). Zij treden in het binnenland en buitenland op onder de namen Zusjes Van Wanrooy en Anny en Paula van Wanrooy.

## Muzikale loopbaan
Anny en Paula groeiden op in een woonwagenkamp. Anny kreeg haar eerste accordeonles op haar achtste en Paula volgde haar vier jaar later, toen ook zij oud genoeg was om te leren spelen. Samen traden zij als accordeonduo op bij verjaardagen en feestjes op het kamp. Later traden zij op met nationale en internationale artiesten. 
In 1971 volgde het eerste televisie optreden in het programma: “Met de muziek mee”, van Henk van Montfoort, dat de aanzet gaf tot een professionele carrière. Beiden volgden een opleiding aan het Rotterdams Conservatorium en studeerden in 1983 af met onderwijsakte accordeon, de akte kamermuziek en behaalden het diploma uitvoerend musicus. Daarnaast studeerden beiden het vak schoolmuziek en Paula het hoofdvak piano. Tijdens hun studie behaalden ze in 1981 de eerste plaats op de wereldkampioenschappen voor accordeonduo's te Saint-Etienne. Met optredens voor de koninklijke familie in Rotterdam Ahoy, bij de opening van een kopie van Huis ten Bosch in Japan en in Frankrijk bij de aankomst van de Tour de France waar ze kennis maakten met Jacques Chirac. In eigen land maakten zij tijdens hun optredens op radio- en televisieprogramma’s ook bij de ervaren accordeonisten, zoals Harry Mooten, Harry de Groot en Hennie Langeveld indruk. Zij maakten tournees over de hele wereld, onder meer naar Japan en de Verenigde Staten, terwijl zij in eigen land in diverse televisieprogramma's en theathershows van Paul de Leeuw, Sonja Barend, Karin Bloemen, Ivo Niehe en Richard Groenendijk optraden. Ook verleenden zij hun medewerking aan theaterproducties, zoals De Grote Wereld, Midden in de Winternacht en Feyenoord de Opera. 
Buiten hun vaste repertoire, schrijven ook diverse componisten muziekstukken voor hen. Zij geven leiding aan het Hoeksche Waards Accordeonorkest NLS (Na Lang Streven) Klaaswaal.
Omdat ook de drie dochters Van Wanrooy, Teresa (Klaaswaal, augustus 1992), Juanita (Klaaswaal, juli 1997) en Rosita (Klaaswaal, september 1997) van beide zussen in de voetsporen van hun moeders traden, worden naast solo- of duo-optredens, optredens gegeven als kwartet of sextet; ook zij behoren nu tot de Zusjes Van Wanrooy. De optredens vinden plaats zowel op bierfeesten als op een klassiek concert, dat daarbij eventueel aangevuld wordt met een symfonieorkest.

Zowel Teresa als Juanita en Rosita spelen accordeon en piano. Bovendien spelen de twee oudsten ook gestemd en ongestemd slagwerk en de twee jongsten gitaar en basgitaar. In 2012 slaagde Teresa voor haar opleiding aan het Fontys Conservatorium in Tilburg. Buiten de muzikale studie deed Teresa een master fiscaal recht en een bachelor Nederlands recht aan de Erasmus Universiteit Rotterdam.
Buiten de optredens zijn de zussen actief in het overbrengen van hun ervaring op middelbare scholieren, shanty-koren of individuele leerlingen.

## Discografie
- Russian Fantasy, album, 1970
- Le joli papillon / Hora staccato, single, 1985
- Het Dierenbal/Tulpenwals, single, 1988
- Anny & Paula van Wanrooy, cd, 2000
- 139, compilatie, cd, 2001
- Optreden met Marianne Weber, dvd, 2002
- Accordeonfeest, single, 2012